# Saint-Geniès-des-Mourgues
Saint-Geniès-des-Mourgues (okzitanisch Sant Ginièis de las Morgas) ist eine französische Gemeinde mit 2.112 Einwohnern (Stand: 1. Januar 2022) im Département Hérault in der Region Okzitanien. Sie gehört zum Arrondissement Montpellier und zum Kanton Le Crès. Die Einwohner werden Saint-Geniérois genannt.

## Geographie
Saint-Geniès-des-Mourgues liegt etwa 15 Kilometer nordöstlich von Montpellier und 15 Kilometer von der Mittelmeerküste entfernt. Umgeben wird Saint-Geniès-des-Mourgues von den Nachbargemeinden Beaulieu im Nordwesten und Norden, Restinclières im Norden, Entre-Vignes im Nordosten und Osten, Lunel-Viel im Osten und Südosten, Valergues im Südosten, Saint-Brès im Süden, Castries im Südwesten und Westen sowie Sussargues im Nordwesten.
Am südlichen und südöstlichen Rand der Gemeinde verläuft die Autoroute A9.

## Geschichte
Die Gründung des Ortes geht auf die Errichtung des Klosters Saint-Geniès im Jahr 1019 zurück.

## Bevölkerungsentwicklung
| Jahr                       | 1962 | 1968 | 1975 | 1982 | 1990 | 1999 | 2006 | 2012 | 2020 |
| Einwohner                  | 694  | 862  | 834  | 1112 | 1415 | 1509 | 1596 | 1833 | 2041 |
| Quellen: Cassini und INSEE |      |      |      |      |      |      |      |      |      |

## Sehenswürdigkeiten
- Klosterkirche Saint-Geniès aus dem 11. Jahrhundert

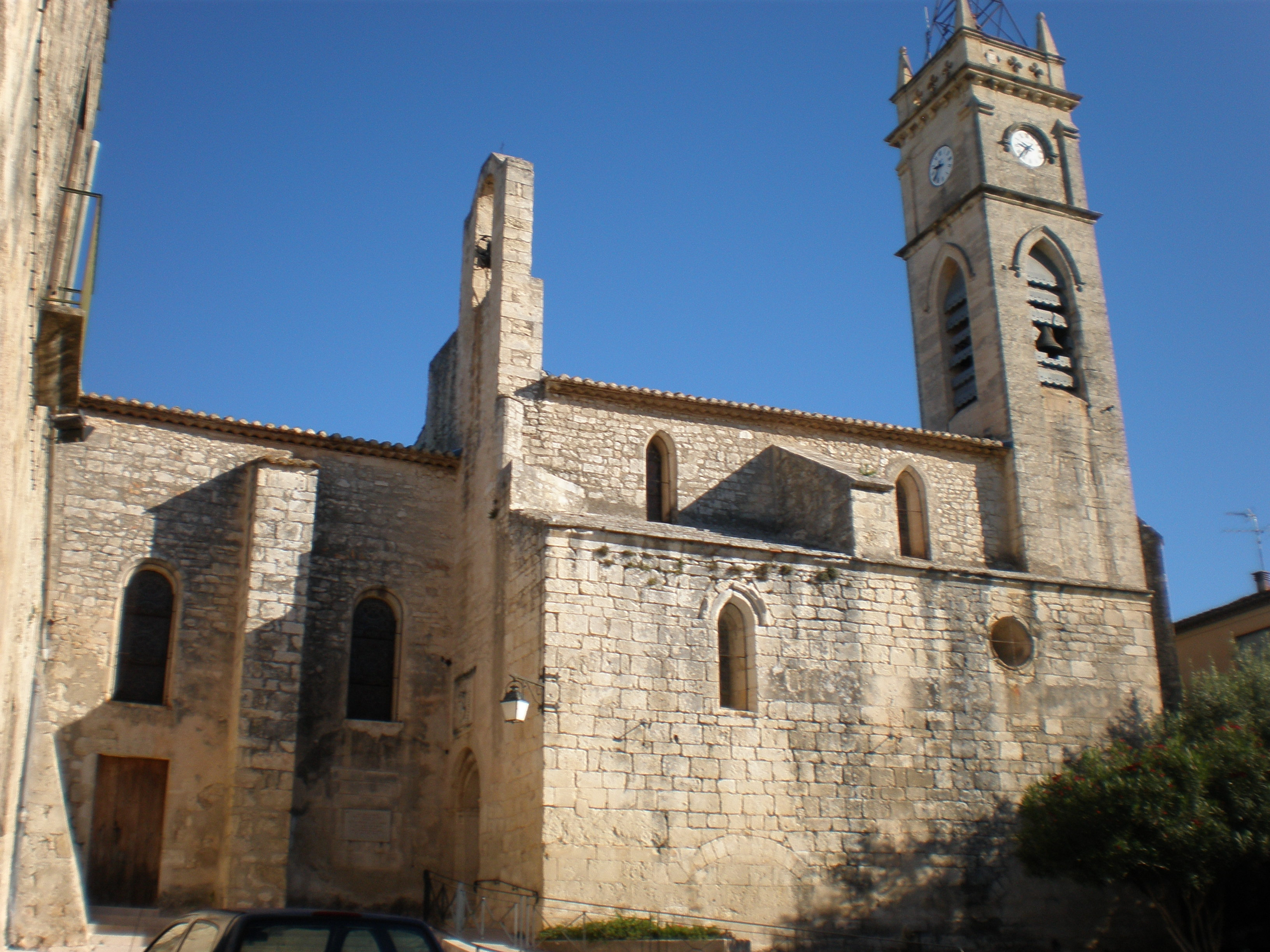
Klosterkirche Saint-Geniès

- Steinbrüche von Saint-Geniès

## Persönlichkeiten
- Albert Ayme (1920–2012), Maler und Bildhauer